# Tomáš Berka (voják)
Tomáš Berka (16. února 1896, Praha – 15. října 1943, Drážďany, Nacistické Německo) byl československý voják, legionář a příslušník ilegální odbojové (protinacistické) organizace Obrana národa.

## Mládí
Narodil se v rodině vlakového průvodčího Františka Berky v Praze. Zde absolvoval střední školu a v roce 1915 byl odveden ke službě v rakousko-uherské armádě. Jako velitel družstva mysliveckého praporu byl 1. listopadu 1915 odeslán na ruskou frontu. Po krátké anabázi padl poblíž Lucku v červnu 1916 do ruského zajetí.

## V legii
Po ročním pobytu v zajateckých táborech vstoupil do československých legií v Rusku. Po absolvování důstojnického kurzu se ve funkcích velitele čety a později velitele roty zúčastnil bojů u Bachmače, Novonikolajevska, Irkutska, Čeljabinska, Krasnojarska a též na transsibiřské magistrále. Zpět do vlasti se vrátil jako nadporučík 28. července 1920.

## V Československu
V Československé armádě sloužil u pěších pluků v Nitře, Levicích a Praze. Od 21. července, již v hodnosti kapitána velel poddůstojnické školy. Od 30. října 1927 do 30. září 1930 absolvoval Válečnou školu v Praze. Po absolvování řady kurzů sloužil ve štábu 6. pěší divize v Brně a od 30. září 1931 do 16. dubna 1939 pracoval na Ministerstvu národní obrany s přestávkou v období branné povinnosti státu od 25. září do 15. října 1938, kdy působil jako styčný důstojník u velitelství IV. armády v Brně.

## Okupace

### Roky 1939 až 1940
Po německé okupaci působil od 17. dubna 1939 na MNO v likvidaci, kde se staral o umisťování důstojníků do civilních služeb, přičemž se snažil, aby byly zohledněny potřeby vznikajícího odboje. V rámci odboje se podílel na odchodech důstojníků do zahraničí a přípravu jednotek po pozdější boj proti okupantův v rámci tzv. Velké Prahy. V tomto prostoru zároveň řídil velitelství Obrany národa.
První pokus o jeho zatčení učinilo gestapo při likvidaci tzv. První garnitury Obrany národa v noci z 21. na 22. prosince 1939. Zatčení se mu podařilo uniknout a přejít do ilegality. Zpočátku se ukrýval v Praze a později v západních Čechách. I zde se podílel na činnosti Obrany národa. 2. ledna 1941 odmítl nabídku kpt. Morávka na umožnění odchodu do zahraničí.

### Tomáš Berka a co o něm vědělo gestapo do roku 1942

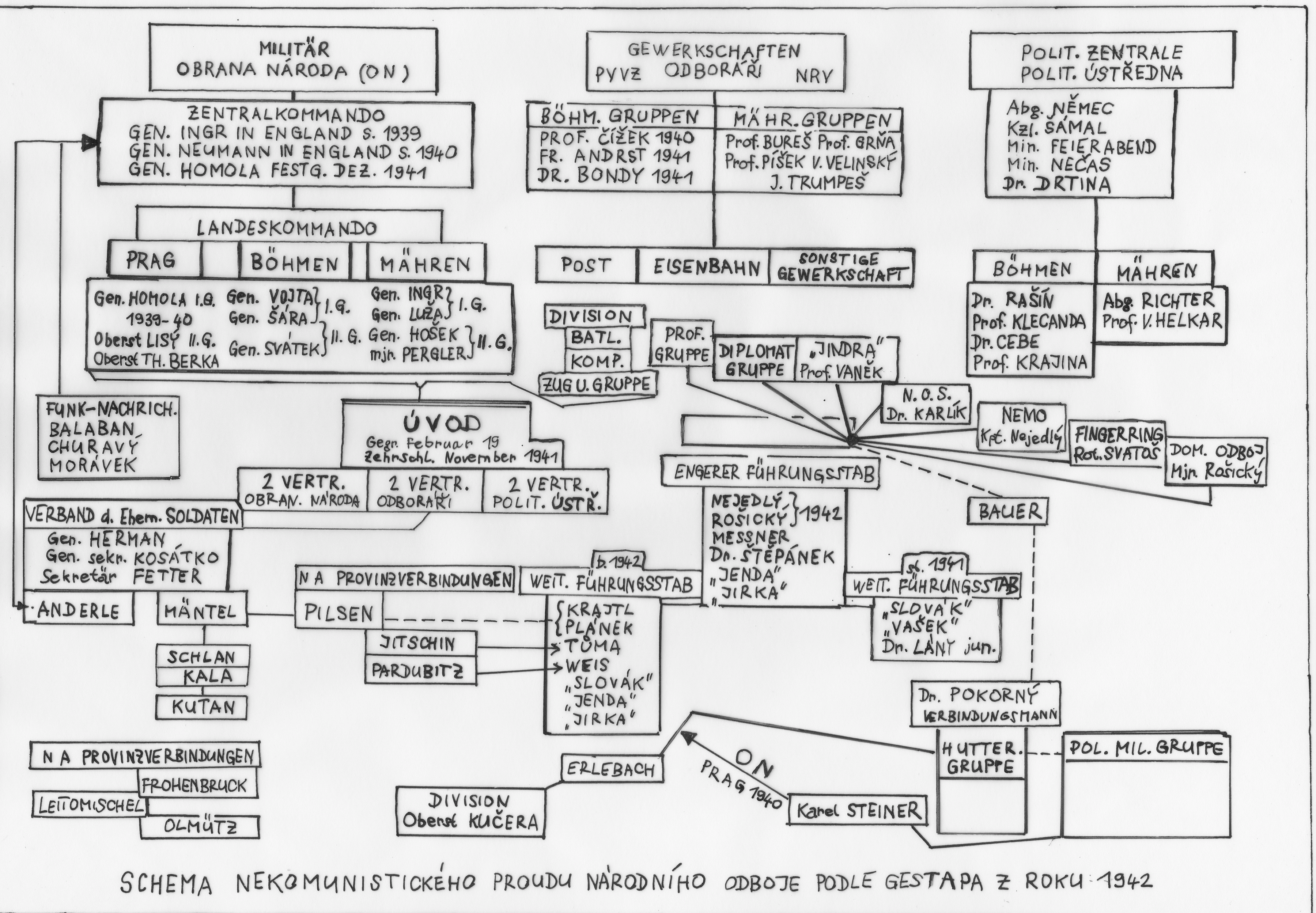
"Gestapácký pavouk" znázorňující Schema nekomunistického proudu národního odboje v protektorátu z roku 1942

Zajímavý obrázek o tom, co všechno vědělo gestapo o odboji poskytuje "Schema nekomunistického proudu národního odboje v protektorátu z roku 1942". Na schématu je zachycen (v levém horním rohu) velký obdélník s titulkem: MILITÄR = Obrana národa (ON). Pod ním jsou pak dva obdélníky: ZENTRALKOMMANDO = Centrální velení a pod ním LANDESKOMMANDO = zemské velení. Zemské velení je rozčleněno do třech sloupečků:
- PRAG = Praha
- BÖHMEN = Čechy
- MÄHREN = Morava

Pod prvním sloupčekem (Praha) jsou uvedena pod sebou následující jména:
- Gen. HOMOLA I. G. 1939-40 = Generál Bedřich Homola I. garnitura ON (1939 – 1940)
- Oberst LISY II. G. = Plukovník Jaroslav Lisý – II. garnitura ON (náčelník štábu Ústředního vedení (tzv. druhé garnitury) Obrany národa)
- Oberst TH. BERKA = Plukovník Thomas Berka = Tomáš Berka.

### Zatčení, věznění, odsouzení, ...
Tomáš Berka byl zatčen gestapem až v rámci zatýkání po atentátu na Heydricha 7. července 1942 v Plzni. V ilegalitě na útěku byl plných 905 dnů. Vězněn byl v Plzni, v Praze, Budyšíně a nakonec v Drážďanech, kde byl 27. srpna 1943 tzv. Lidovým soudem odsouzen za zločin přípravy velezrady k trestu smrti. Rozsudek byl v drážďanské věznici vykonán dne 15. října 1943 stětím.

## Po druhé světové válce

### Povýšení
Za své zásluhy v odboji byl v roce 1947 povýšen in memoriam do hodnosti plukovníka generálního štábu.

### Pomník důstojníků generálního štábu, obětí z let 1939 - 1945

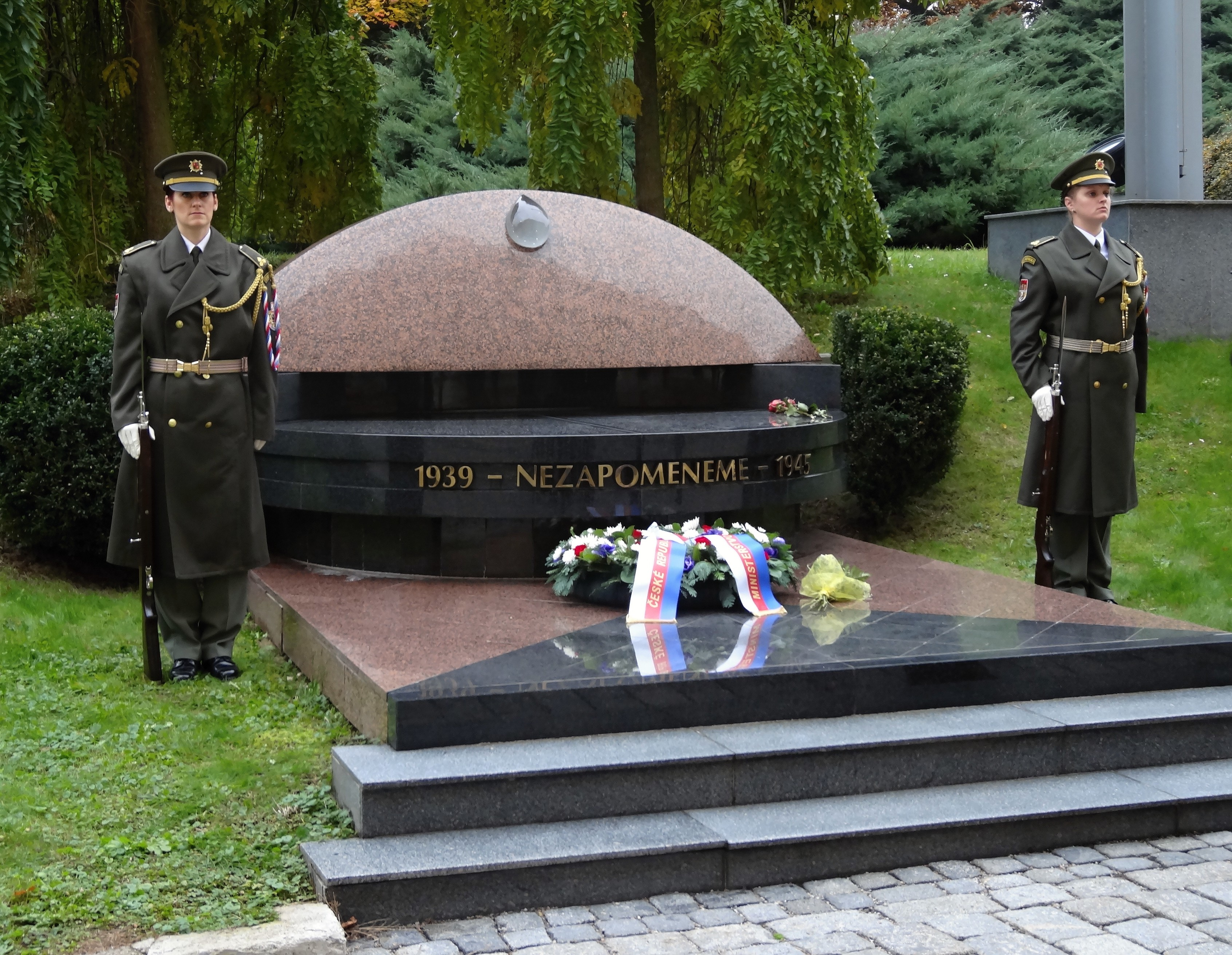
Pomník důstojníků GŠ
(obětí z let 1939 - 1945)

Pomník padlým a popraveným absolventům Vysoké školy válečné před sídlem Ministerstva obrany ČR (Tychonova 270/2 Praha 6; GPS souřadnice: 50°05′40″ s. š., 14°24′03″ v. d. ) se nachází na prostranství uvnitř objektu MO (není veřejně přístupný). Pomník byl slavnostně odhalen 11. listopadu 2004 a jeho autorem je akademický sochař Peter Nižňanský. V textu je uvedeno: "PAMÁTCE DŮSTOJNÍKŮ GENERÁLNÍHO ŠTÁBU, ABSOLVENTŮ VYSOKÉ ŠKOLY VÁLEČNÉ, KTEŘÍ POLOŽILI SVÉ ŽIVOTY V LETECH 1939-1945", následuje výpis jmen …. PLK. GŠT. TOMÁŠ BERKA 1896 - 1943 ....

### Pamětní deska na Generálním štábu AČR

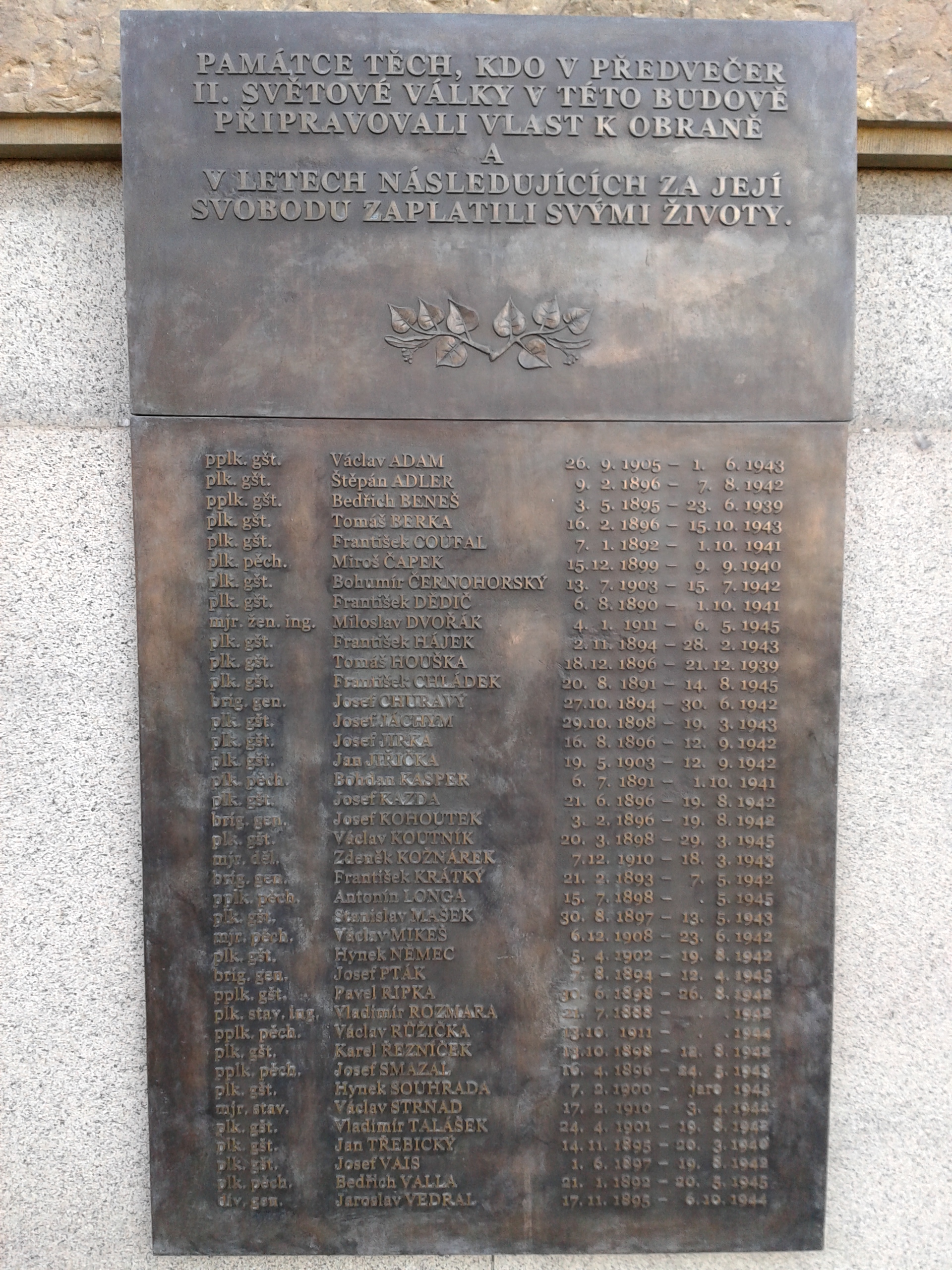
Pamětní deska u vchodu do GŠ AČR

Pamětní deska je umístěná napravo od hlavního vchodu do historické budovy Generálního štábu Armády České republiky (GŠ AČR; Vítězné náměstí 1500/5, 160 00 Praha 6 – Dejvice). Na desce je nápis: "PAMÁTCE TĚCH, KDO V PŘEDVEČER II. SVĚTOVÉ VÁLKY V TÉTO BUDOVĚ PŘIPRAVOVALI VLAST K OBRANĚ A V LETECH NÁSLEDUJÍCÍCH ZA JEJÍ SVOBODU ZAPLATILI SVÝMI ŽIVOTY." Následuje abecední výčet jmen, na 4. místě shora je uveden … plk. gšt. Tomáš BERKA 16.2.1896 - 15.10.1943 ...